# Czemużiwka
Czemużiwka (ukr. Чемужівка) – wieś na Ukrainie, w obwodzie charkowskim, w rejonie czuhujewskim, w hromadzie Zmijiw. W 2001 liczyła 2028 mieszkańców.